# Gunnar Berg (politiker)
Sven Axel Gunnar Berg (i riksdagen kallad Berg i Karlskrona) född den 31 mars 1905 i Karlskrona stadsförsamling, död där 28 april 1965, var en svensk chefredaktör och politiker (socialdemokrat). Han var son till politikern Robert Berg.

## Karriär
Berg föddes den 31 mars i Karlskrona som son till politikern Robert Berg.
1942-1944 var han redaktionschef på tidningen Östra Småland och 1944-1949 redaktionschef på Sydöstra Sveriges Dagblad. 1949 blev Berg chefredaktör för tidningen, en position han behöll till 1958. Han var 1956-1963 ledamot av riksdagens första kammare, där han representerade socialdemokraterna i Blekinge läns och Kristianstads läns valkrets. 1964-1965 var han kommunalråd i Karlskrona stad, där han suttit i stadsfullmäktige sedan 1949.